# 黑龙潭镇 (德昌县)
黑龙潭镇，原名马安乡，是中华人民共和国四川省凉山彝族自治州德昌县下辖的一个乡镇级行政单位。

## 行政区划
马安乡下辖以下地区：
三叉湾村、瓦房村、花椒村和一碗水村。